# St. Peter und Paul (Geinsheim)

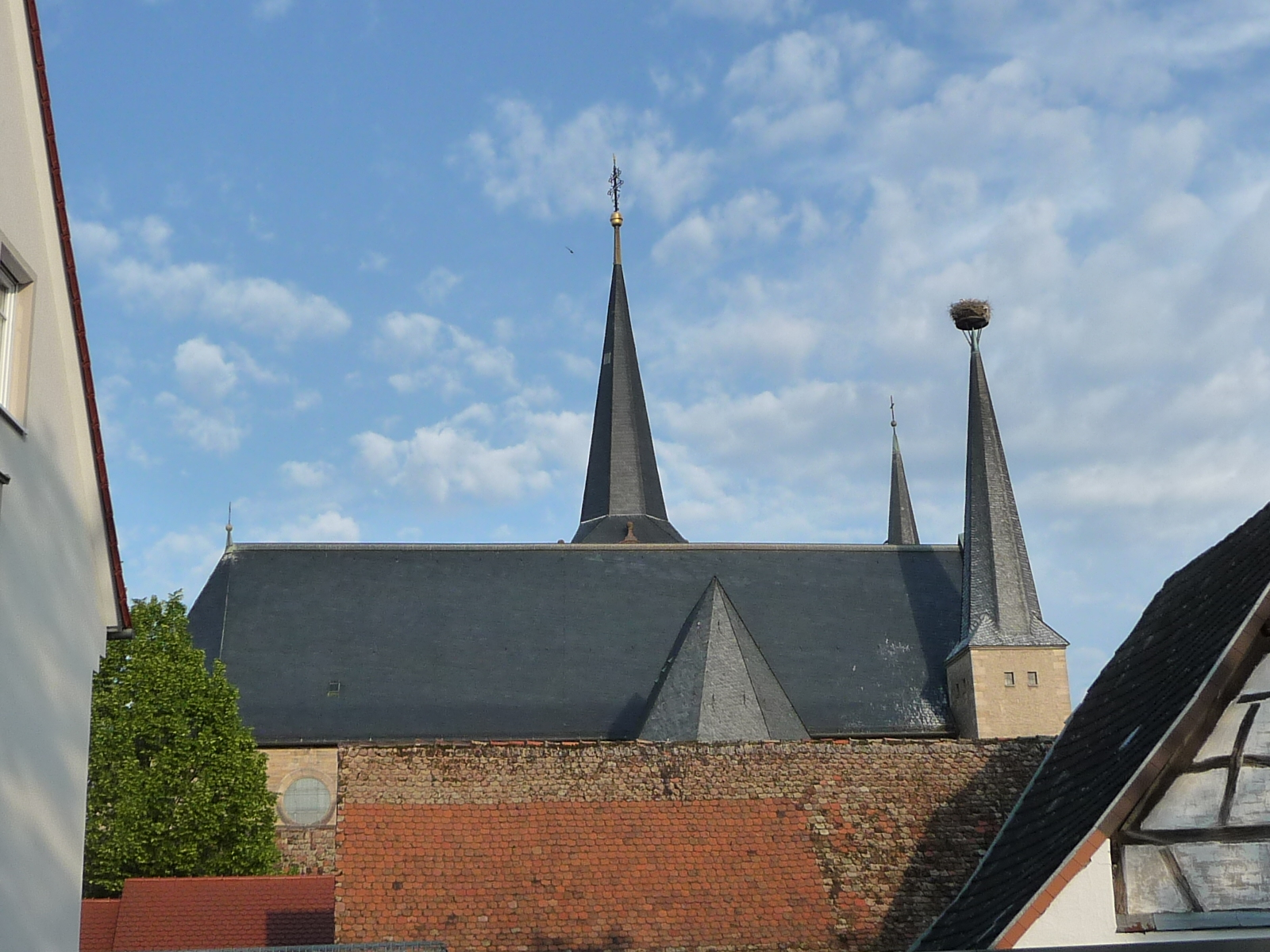
Die Kirche im Stadtbild

Die katholische Pfarrkirche St. Peter und Paul ist das Wahrzeichen des ehemaligen Dorfs Geinsheim, das 1969 als Ortsteil in die 10 Kilometer nordwestlich gelegene kreisfreie Stadt Neustadt an der Weinstraße eingemeindet wurde.

## Architektur
Der Kirchenbau blickt auf eine mehr als 500-jährige Geschichte zurück und besteht aus zwei Teilen, dem älteren Teil, der um 1500 entstanden ist und dem neueren Teil der von 1870 bis 1873 errichtet wurde. Der mächtige Bau mit einer 30 Meter hohen Doppelturmfassade und dem mehr als 40 Meter hohen Einzelturm der alten Kirche, mit dem fast 46 Meter Länge, 17 Meter Breite und 16 Meter hohen Kirchenschiff ist die Kirche die größte ihrer Art im Gäu. Sie wird im Volksmund als „Gäu-Dom“ bezeichnet. Der östlichste der beiden Doppeltürme wird von einem Weißstorchenpaar schon jahrelang als Nistplatz genutzt.
Die erste Kirche (ein Holzbau) in Geinsheim soll um das Jahr 800 entstanden sein und wurde um 1500 durch einen Neubau im spätgotischen Stil ersetzt.
Durch den rasanten Anstieg der Dorfbewohner von Ende des 18. Jahrhunderts bis Mitte des 19. Jahrhunderts von 600 auf 1500, war die Kirche zu klein geworden. Der Gemeinderat beschloss einen Neubau, der allerdings zunächst von der Königlichen Regierung abgelehnt wurde, aber dann doch noch nach vielen Verhandlungen 1860 von König Maximilian II. Joseph von Bayern genehmigt wurde.
Der Architekt Franz Jacob Schmitt wurde 1868 mit der Planung beauftragt. Der Neubau wurde von der politischen Gemeinde Geinsheim finanziert und am 4. Mai 1873 vom Speyerer Bischof Daniel von Haneberg konsekriert.
Die Kirche wurde in Nord-Süd-Richtung erstellt, wobei Teile der alten Kirche (Chor mit Sakristei und Turm) erhalten blieben und in den Kirchenneubau eingegliedert wurden. Es entstand eine dreischiffige Kirche mit einer auffälligen Doppelturmfassade.
Dann eine Hiobsbotschaft in den 1950er Jahren. Die Doppelturmfassade hatte sich von den Längswänden des Kirchenschiffs abgetrennt und nach vorne geneigt. Mit aufwendigen Maßnahmen gelang es zwischen 1959 und 1961 die Kirche zu sichern zu erhalten.
St. Peter und Paul gilt als größtes Gotteshaus im „Gäu“, einer flachen Gegend zwischen der Deutschen Weinstraße und dem Rhein in der Oberrheinischen Tiefebene. Die Kirche wird deshalb im Volksmund auch „Gäu-Dom“ genannt.

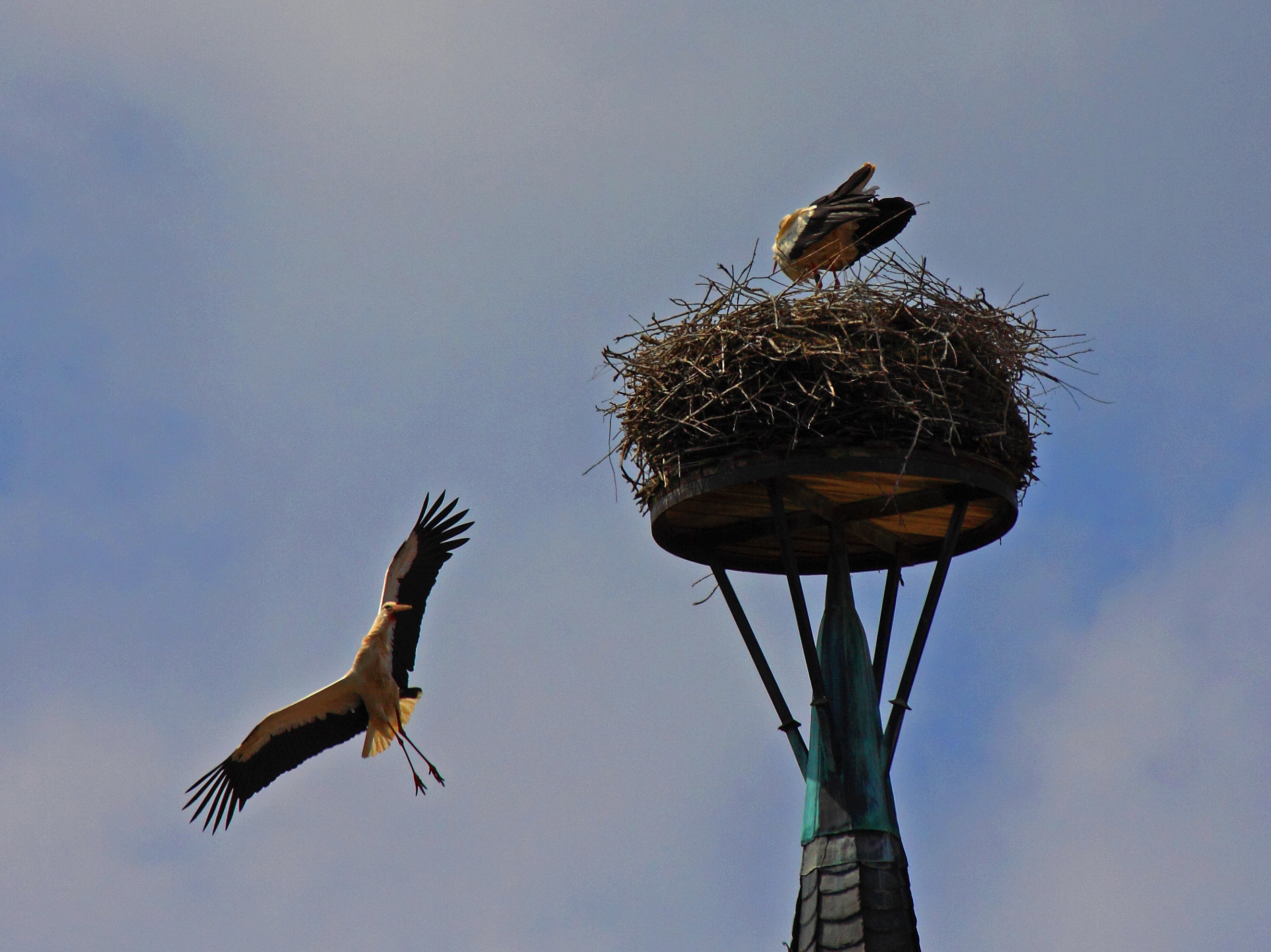
Das Storchennest
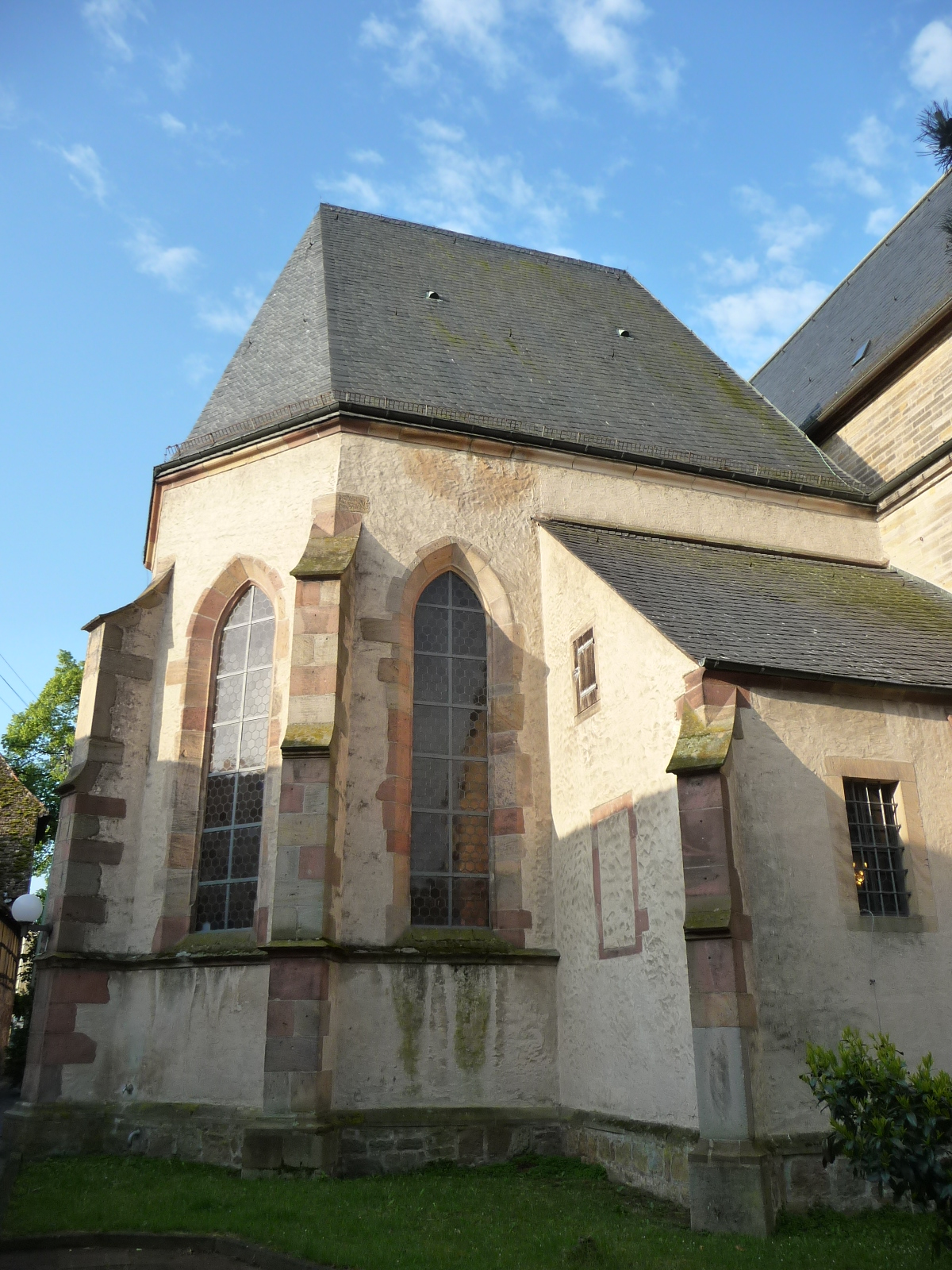
Der Kapellenbau
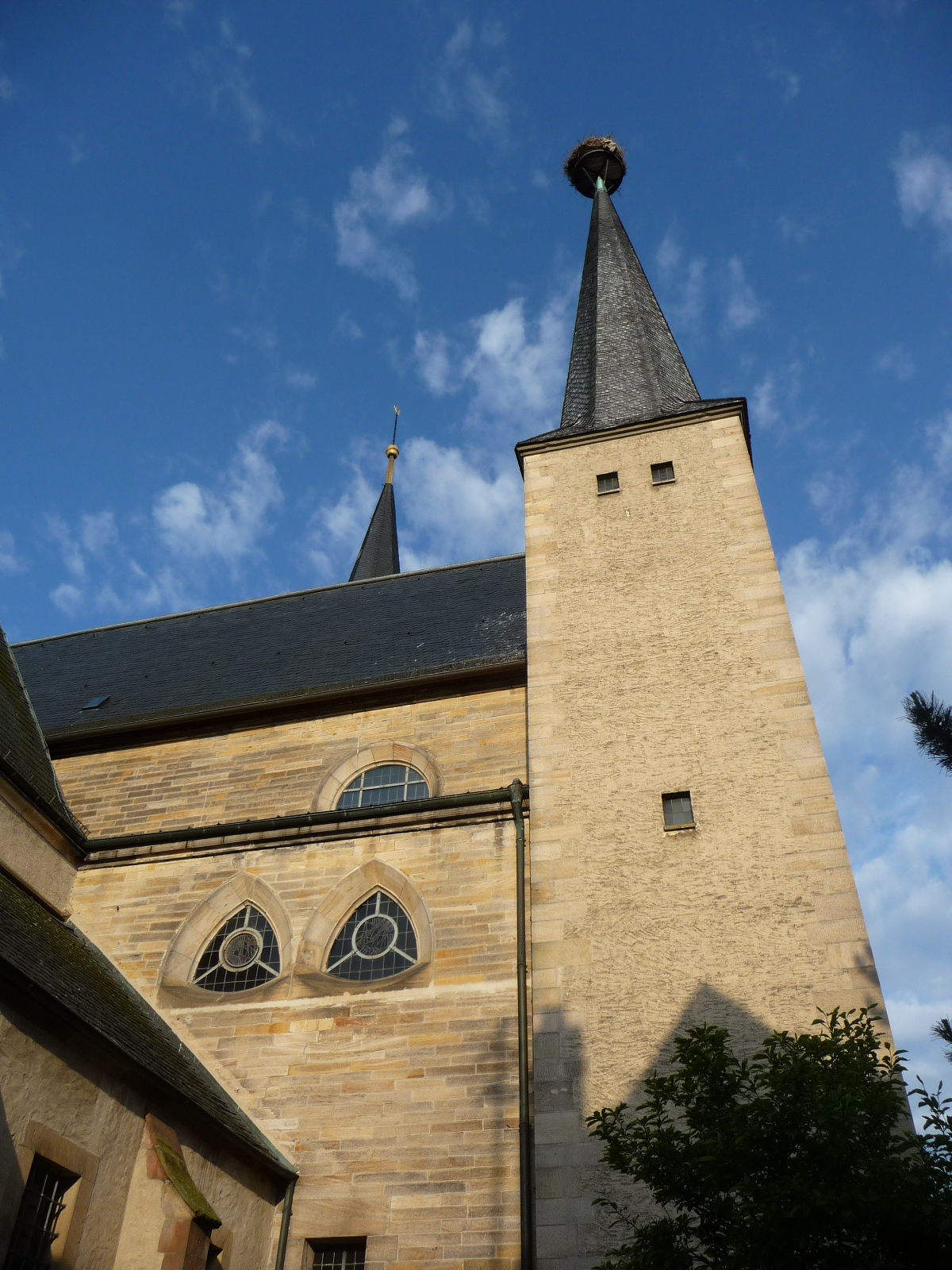
Seitenansicht

## Orgel

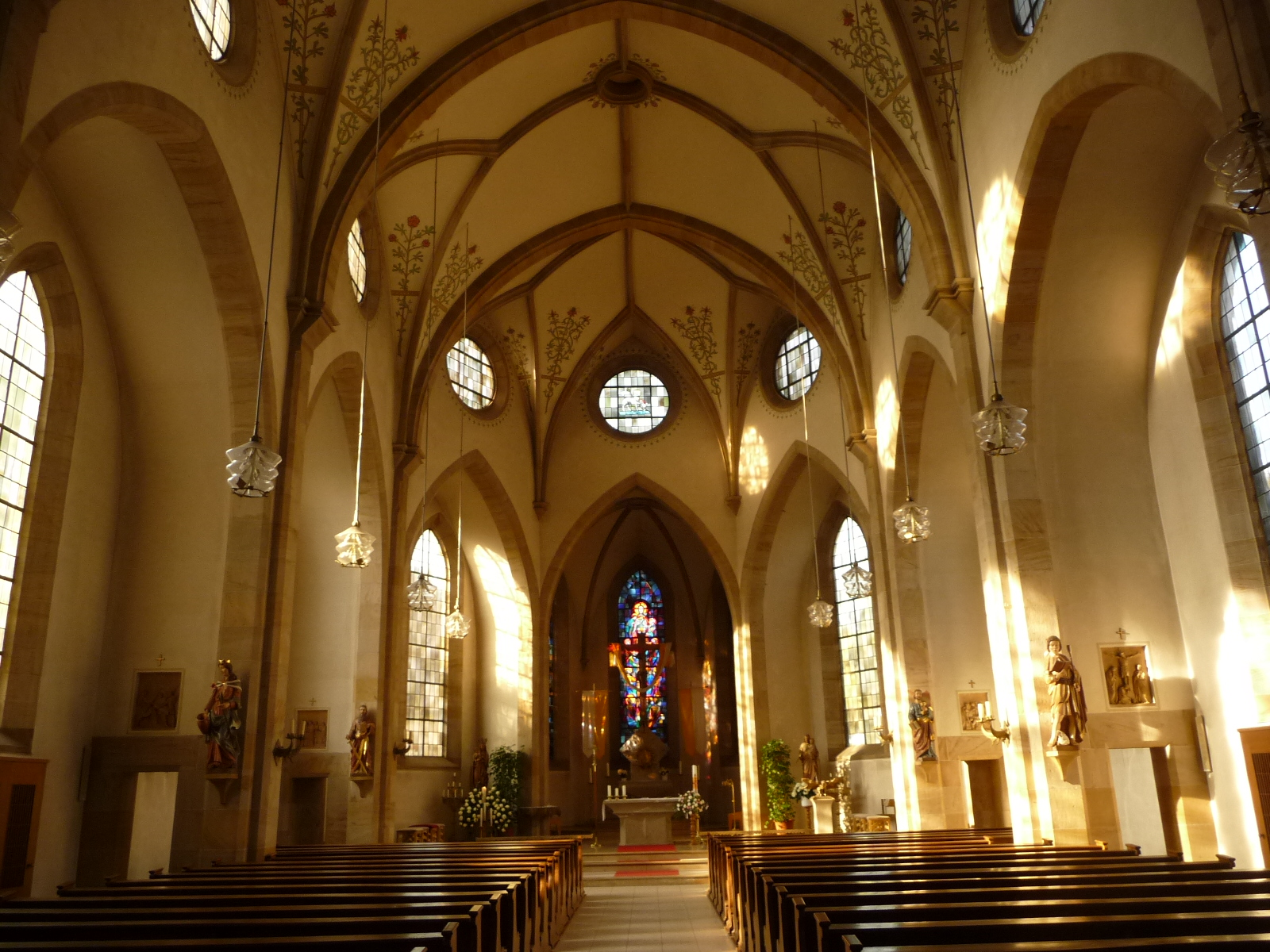
Innenansicht

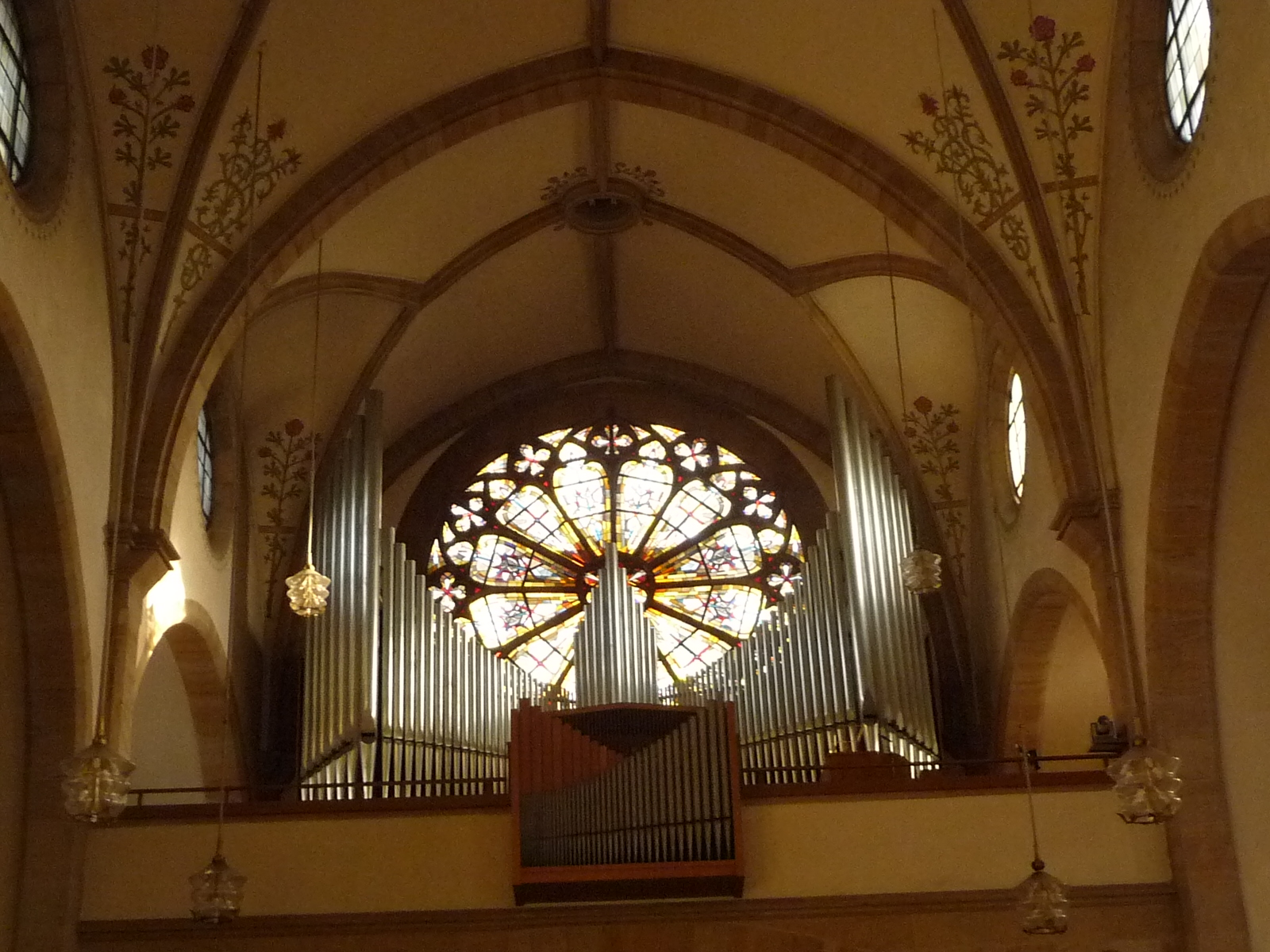
Orgelprospekt mit Rückpositiv vor Fensterrose

Die (ursprüngliche) Orgel wurde im Jahr 1903 von Gebr. Link (Giengen a. d. Brenz) erbaut. Das pneumatische Werk hatte 26 Register auf zwei Manualen und Pedal. 1963 wurde die Orgel von Orgelbaumeister Hugo Wehr aus Haßloch umgebaut und auf 31 Register auf drei Manualen erweitert, das Orgelgehäuse von Link wurde entfernt und im Stil der Zeit erneuert; 1988 wurden die Pfeifen auf elektrische Schleifladen gestellt. Zuletzt wurde die Orgel in den Jahren 2007–2008 von Orgelbauer Martin Vier (Friesenheim) reorganisiert. Die bis dato pneumatischen Registertrakturen wurden auf elektrische Trakturen umgestellt, das Schwellwerk erhielt eine neue Kegellade und die Disposition und Intonation wurden dem Zustand aus dem Jahre 1903 angenähert. Das Instrument hat 40 Register auf drei Manualen und Pedal. Die Spieltraktur und die Registertraktur sind elektrisch.
| I Hauptwerk C–a3 |             |       |
| 1.               | Prinzipal   | 16′   |
| 2.               | Bourdon     | 16′   |
| 3.               | Prinzipal   | 8′    |
| 4.               | Gemshorn    | 8′    |
| 5.               | Gamba       | 8′    |
| 6.               | Oktave      | 4′    |
| 7.               | Pommer      | 4′    |
| 8.               | Quinte      | 2 ⁄3′ |
| 9.               | Superoktave | 2′    |
| 10.              | Mixtur IV   | 2′    |
| 11.              | Trompete    | 8′    |

| II Schwellwerk C–a3 |                 |        |
| 12.                 | Bourdon         | 16′    |
| 13.                 | Geigenprinzipal | 8′     |
| 14.                 | Holzflöte       | 8′     |
| 15.                 | Salicional      | 8′     |
| 16.                 | Vox coelestis   | 8′     |
| 17.                 | Prinzipal       | 4′     |
| 18.                 | Traversflöte    | 4′     |
| 19.                 | Nasard          | 2 ⁄3′  |
| 20.                 | Feldflöte       | 2′     |
| 21.                 | Terz            | 1 3⁄5′ |
| 22.                 | Mixtur IV       | 2 ⁄3′  |
| 23.                 | Oboe            | 8′     |
|                     | Tremulant       |        |

| III Rückpositiv C–a3 |                  |       |
| 24.                  | Lieblich Gedackt | 8′    |
| 25.                  | Praestant        | 4′    |
| 26.                  | Oktave           | 2′    |
| 27.                  | Quinte           | 1 ⁄3′ |
| 28.                  | Zimbel III       | 1′    |
| 29.                  | Krummhorn        | 8′    |
|                      | Tremulant        |       |

| Pedal C–f1 |               |         |
| 30.        | Prinzipalbass | 16′     |
| 31.        | Subbass       | 16′     |
| 32.        | Bourdon       | 16′     |
| 33.        | Quintbass     | 10 2⁄3′ |
| 34.        | Oktavbass     | 8′      |
| 35.        | Gedacktbass   | 8′      |
| 36.        | Cellobass     | 8′      |
| 37.        | Choralbass    | 4′      |
| 38.        | Posaune       | 16′     |
| 39.        | Trompetbass   | 8′      |
| 40.        | Klarine       | 4′      |

- Koppeln: II/I, III/I, I/P, II/P, III/P

## Glocken
Im Turm von St. Peter und Paul hängen vier Bronzeglocken. Sie wurden 1995 in der Karlsruher Glockengießerei Metz gegossen.
| Nr. | Name           | Gussjahr | Glockengießer        | Durchmesser (mm) | Gewicht (kg) | Nominal |
| --- | -------------- | -------- | -------------------- | ---------------- | ------------ | ------- |
| 1   | Josef          | 1995     | Glockengießerei Metz |                  | 1930         | des1    |
| 2   | Marien         | 1995     | Glockengießerei Metz |                  | 910          | ges1    |
| 3   | Peter und Paul | 1995     | Glockengießerei Metz |                  | 650          | as1     |
| 4   | Wendelinus     | 1995     | Glockengießerei Metz |                  |              | b1      |

## Fotos

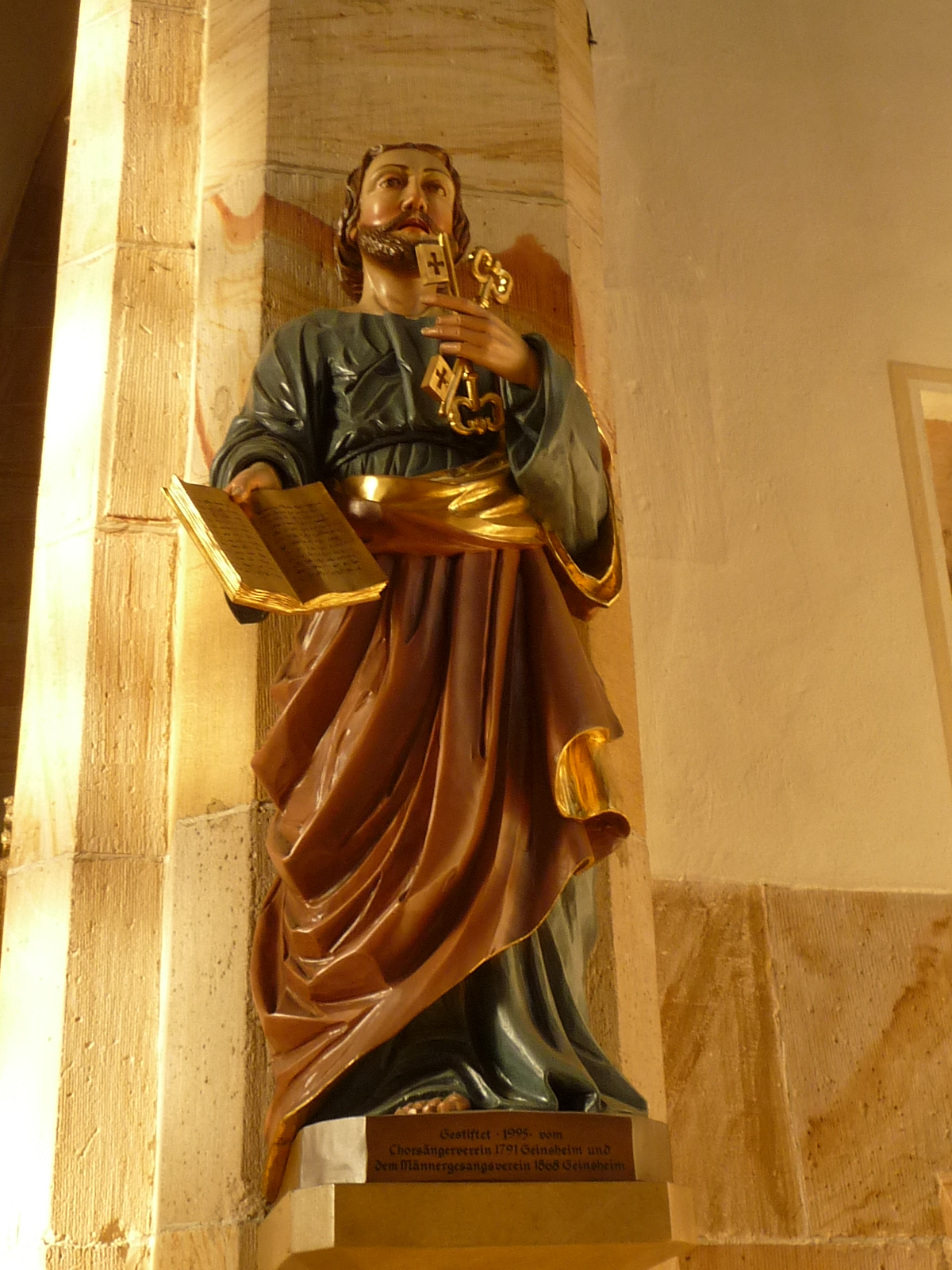
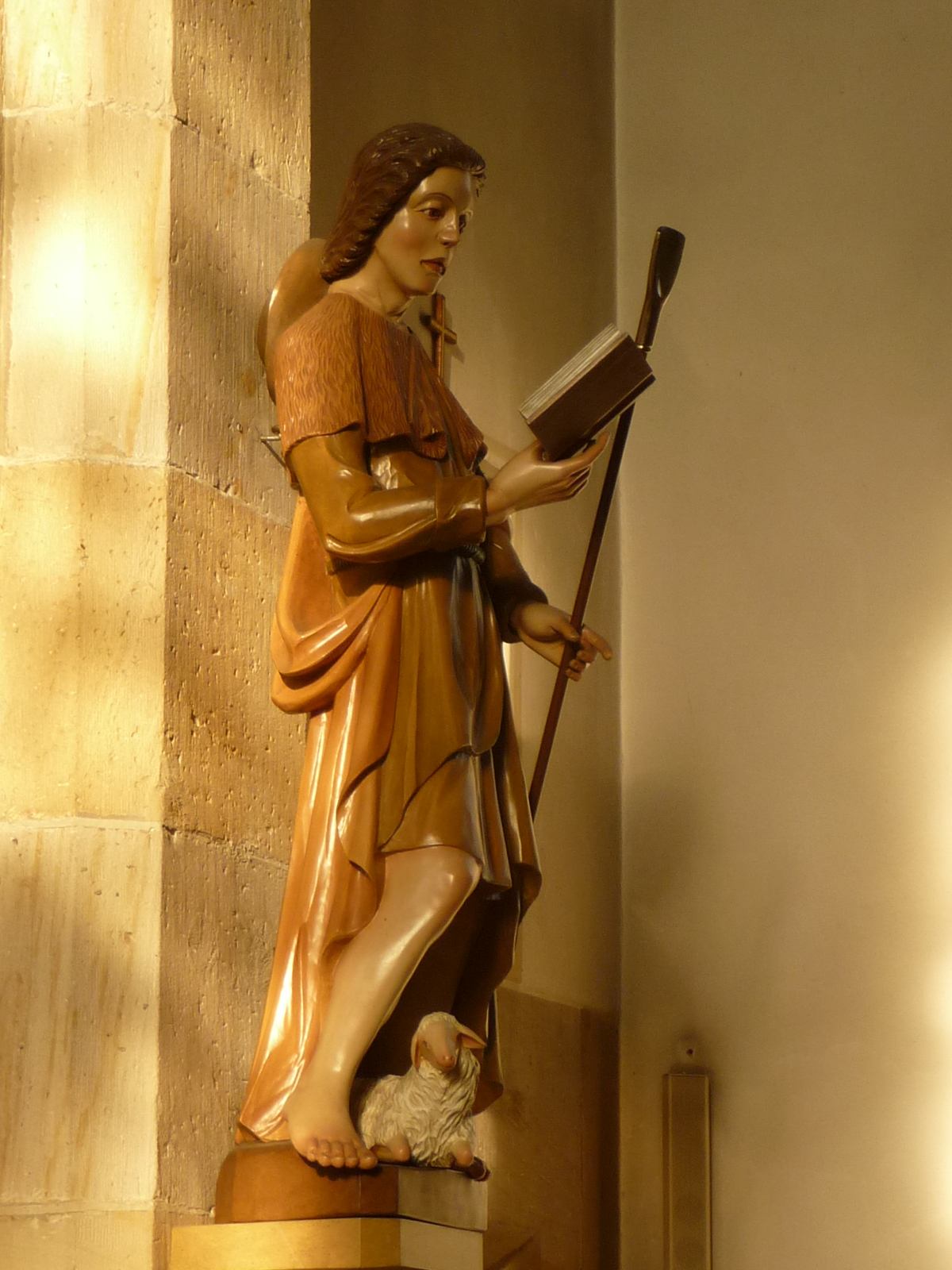
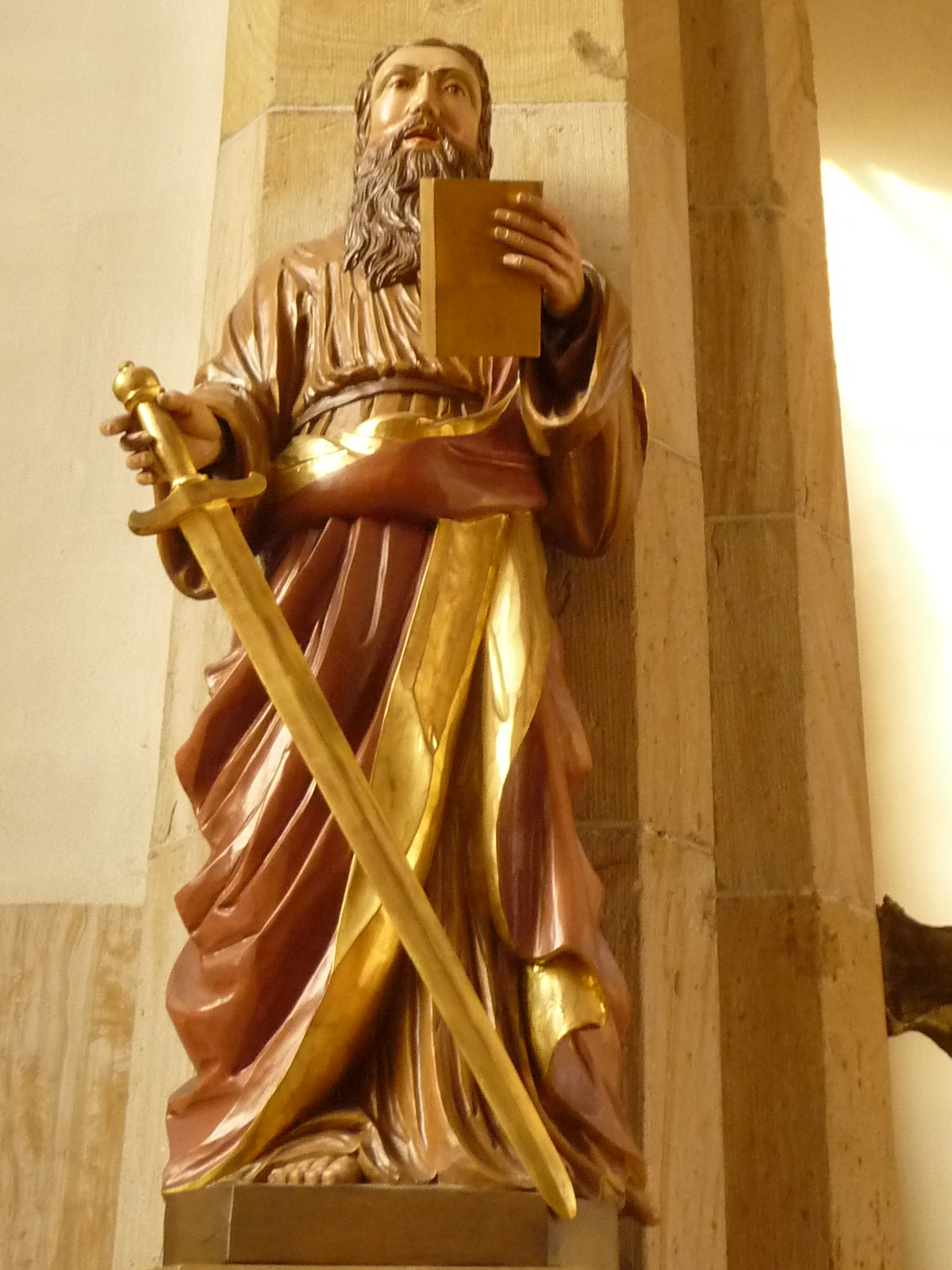
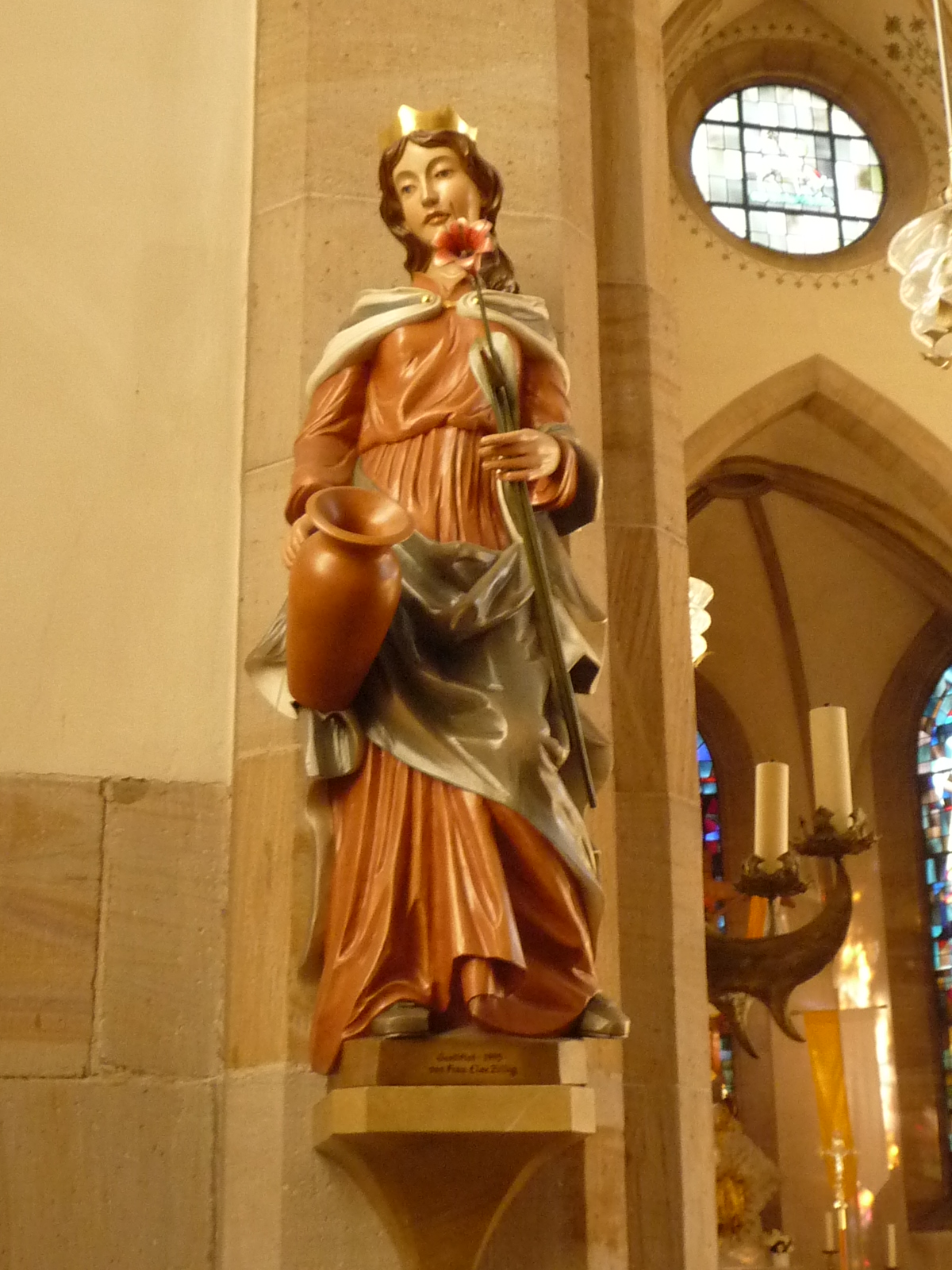

## Geschichte
In den Jahren 1850 und 1851 war Paul Josef Nardini Pfarrverweser der Gemeinde. Der damals 29-jährige Nardini veränderte in knapp neun Monaten die Pfarrei stark. In einem Brief an den Bischof schrieben die Katholiken von Geinsheim: „Unsere Männer sind ganz umgewandelt, unsere Kinder sind neu geboren, wir alle haben jetzt das rechte Licht erhalten.“ Keiner in Geinsheim, auch wenn er noch so hochbetagt sei, habe je „solche Worte des heiligen Evangeliums gehört als in diesem dreiviertel Jahr von ... Pfarrer Dr. Nardini“.